# Jacob Maris
Pour les articles homonymes, voir Maris.
Jacob Maris, né le 25 août 1837 à La Haye et mort le 7 août 1899 à Karlsbad, est un peintre néerlandais. C'est l'un des représentants de l'école de La Haye, et le frère ainé des peintres Matthijs Maris et Willem Maris.

## Biographie
En 1849, à l'age de 12 ans, il entre dans l'atelier de B.J.A. Stroebel, peintre de genre et d'intérieur. L'année suivante il suit aussi les cours de l'Académie de La Haye où il reçoit une formation classique. En 1853 il devient l'apprenti de d'Hubertus van Hove  qu'il accompagne à Anvers en 1854 où il suit jusqu'en 1856 les cours du soir de L'académie de cette ville.
Son frère Matthijs qui a reçu une bourse de la Reine Sophie  pour poursuivre ses études à Anvers vient le rejoindre. Les deux frères s'efforcent de vivre tous deux de la bourse de Mathijs. Ils louent ensemble un atelier ce qui permet à Jacob de ne plus dépendre de Van Hove. et tout en poursuivant des cours à l'Académie des beaux-arts d'Anvers ils  exécutent avec un certain succès de petits tableaux destinés essentiellement au marché américain. En 1857 Jacob revient à La Haye où il partagera un atelier successivement avec deux autres peintres et à nouveau avec son frère de retour d'Anvers en 1858.
Dans les années suivantes, les deux frères sont chargés par la princesse Marianne, la dernière fille du roi Guillaume Ier. de copier un ensemble de huit portraits de la famille d'Orange. Cette commande leur permettra d'entreprendre en 1861 un voyage en Allemagne (Cologne, Mannheim, Heidelberg, Karlsruhe), en Suisse (Bâle, Lausanne, Neuchâtel) et en France (Dijon, Fontainebleau, Paris).
A leur retour, à court d'argent, ils sont contraints de s'installer chez leurs parents. Jacob retourne à l'Académie de La Haye pour suivre les cours de J. Ph. Koelman et collaborera avec Louis Meijer, alors à demi paralysé par une crise de rhumatisme et l'aidera à achever ses toiles.
Au printemps 1865, Jacob part pour Paris et y restera jusqu'en 1871. il y travaille quelques mois à l'atelier d'Hébert portraitiste recherché de la haute société parisienne du second empire. Il peint alors  à son exemple dans un genre complaisant et sentimental pour le compte de la firme Goupil, l'un des principaux marchand de tableaux de l'époque.
Au cours de son séjour parisien il rencontre Fantin-Latour, Corot, Stevens, travaille à Fontainebleau et peint des sites français comme le petit village de Montigny-sur-Loing. Il est aussi influencé par les peintres paysagistes de Barbizon.
En 1867 il épouse Catharina Hendrika Horn.
Après la guerre franco-allemande et la Commune qui lui fait suite, il revient à la Haye en 1871 où il devient membre de Pulchri Studio, à la  fois institution artistique et galerie d'art créée en 1847. Ce n'est guère qu'après 1876 qu'il commence à connaître un certain renom aux Pays-bas  et  seulement à partir de 1885 qu'il devient un peintre célèbre dans son pays. Il a une influence dans le mouvement de « l'École de La Haye » mais on ne lui connaît cependant qu'un élève avéré, Willem de Zwart. Dans sa soixantaine, il commence à souffrir d'ashme. Sur l'avis de ses médecins il part prendre les eaux à Karlsbad où il décède brusquement le 7 août 1899. Il est enterré à La Haye.

## Œuvre
Jacob Maris est surtout un peintre de paysage, pratiquant la peinture à l'huile et l'aquarelle.
- Vue de Rotterdam, 1883, huile sur toile, 73 × 127 cm, Musée d'Orsay, Paris[3]
- Le Pont, 1885, huile sur toile, 113 × 138 cm, The Frick Collection, New York[4]

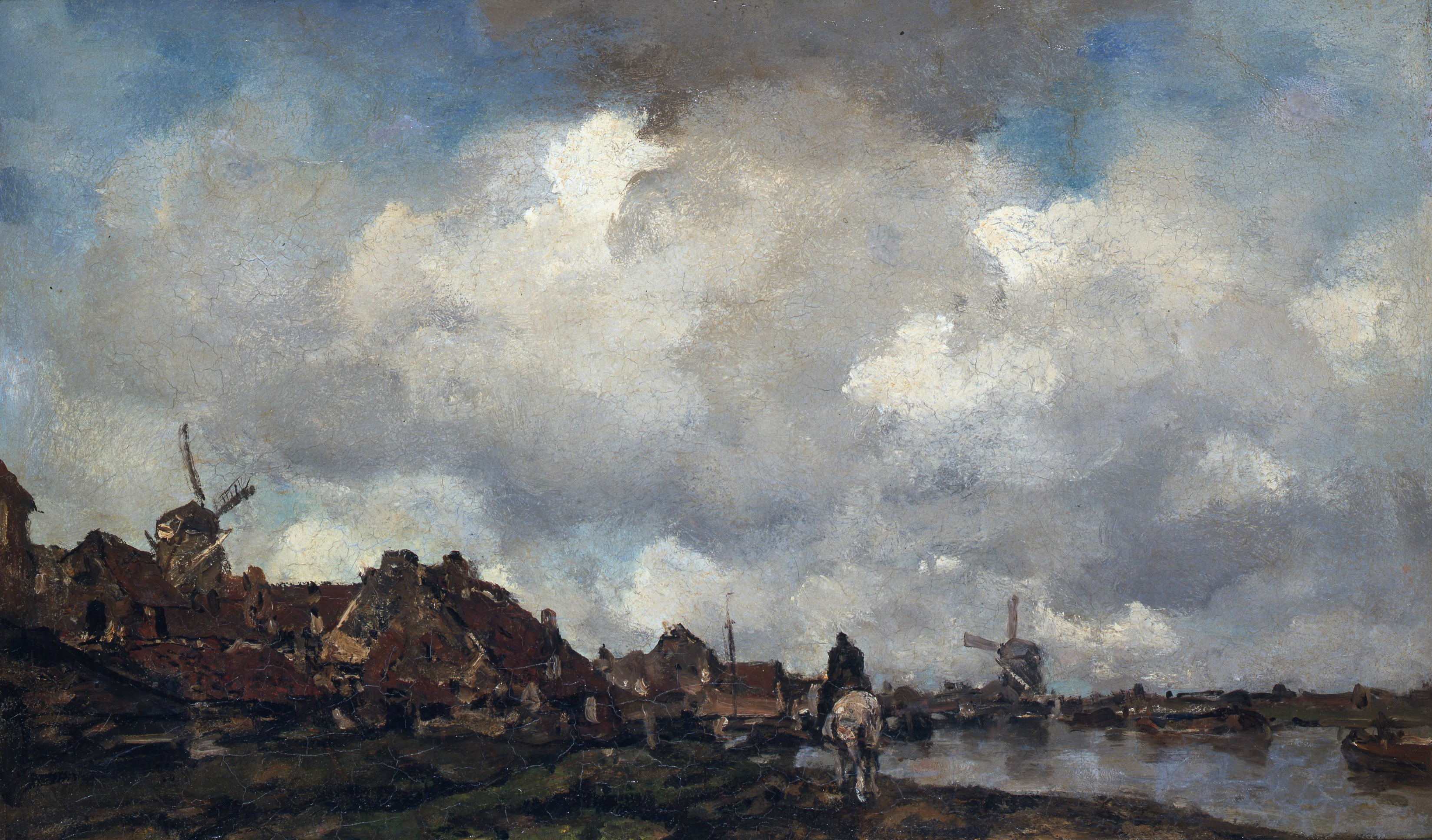
Village près de Schiedam.
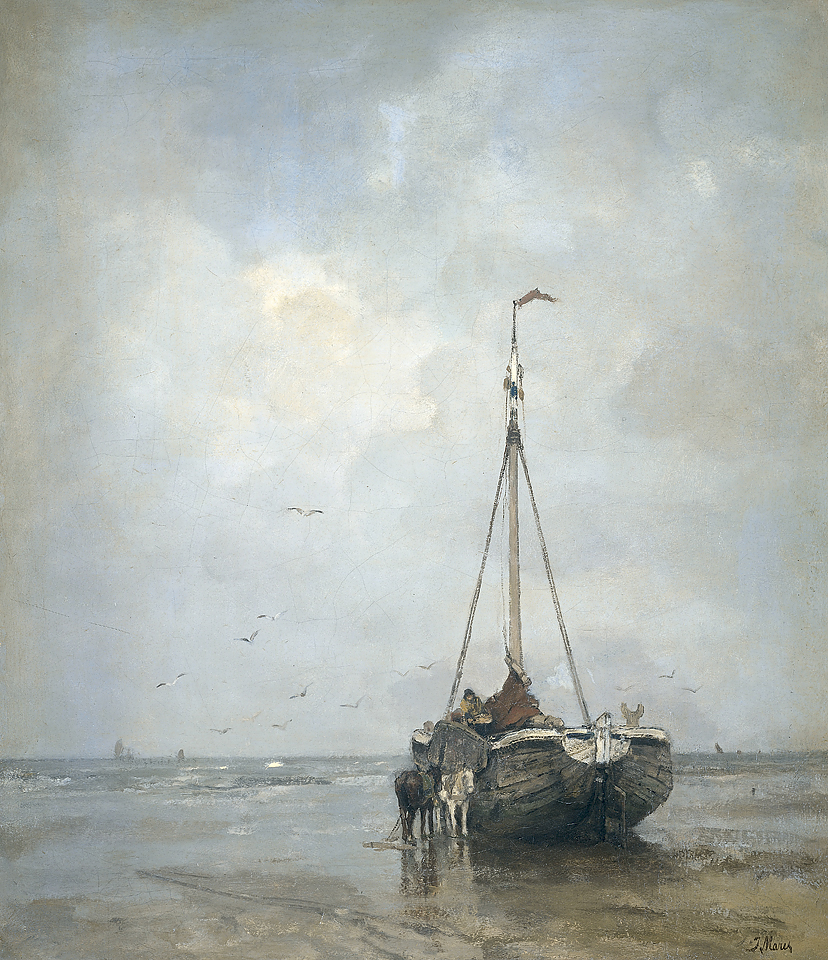
Bateau de pêche sur la plage de Scheveningue.
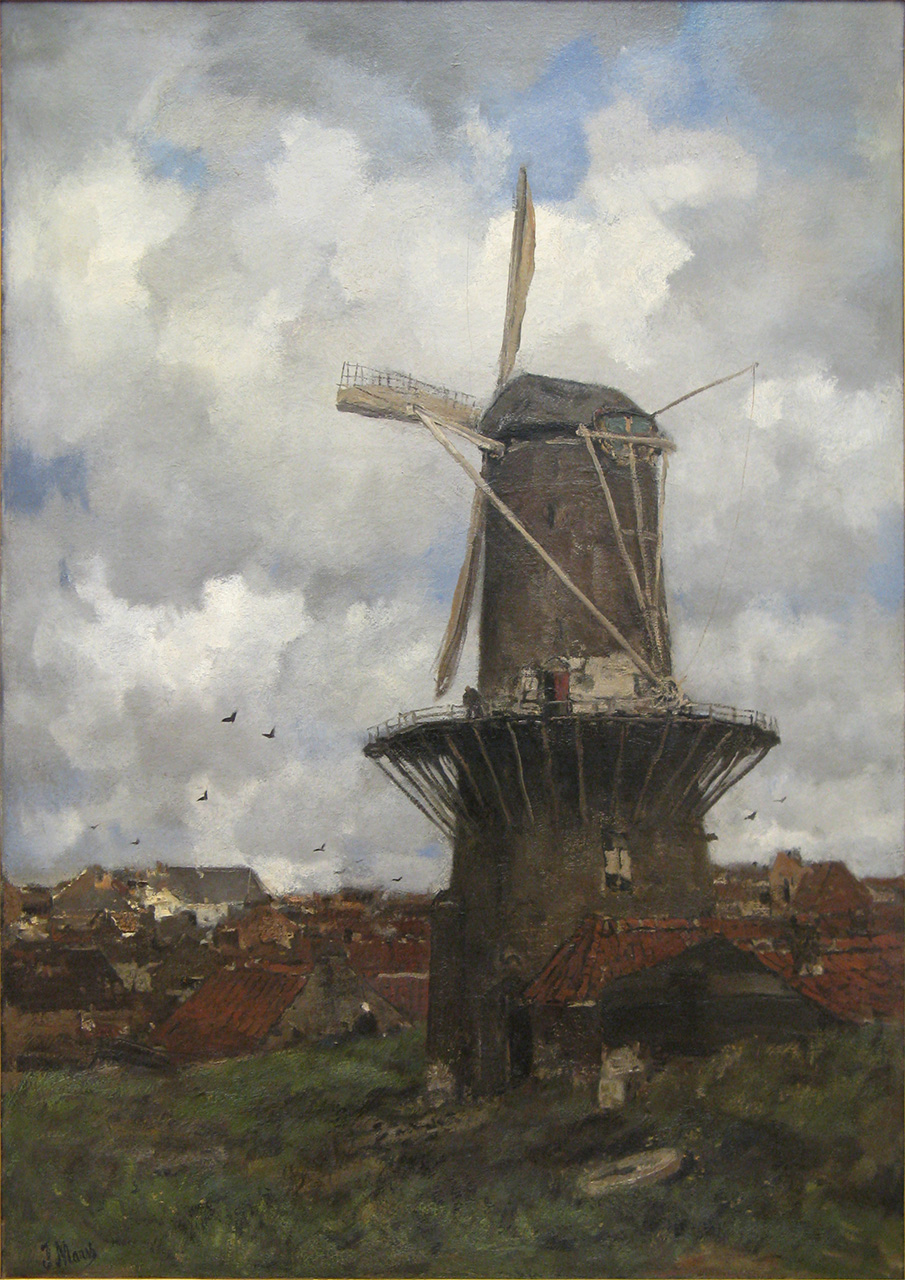
Le Moulin de pierre.